# Gijsbert Voet
Gisberto Voezio, versione italianizzata dall'olandese di Gijsbert Voet, in latino Gisbertus Voetius (Heusden, 3 marzo 1589 – Utrecht, 1º novembre 1676), è stato un predicatore e teologo olandese calvinista.
Fu una figura di rilievo nel Sinodo di Dordrecht nel contesto della polemica contro gli arminiani.

## Biografia
Nato ad Heusden (Paesi Bassi), studiò a Leida come discepolo di Francis Gomar, stringendo un'amicizia permanente con Johann Cloppenburg. Con Cloppenburg si oppose alla nomina di Corrado Vorszio a Leida, dopo la morte di Giacobbe Arminio. Nel 1611 divenne pastore protestante di Vijimen, da dove, nel 1617, ritornò ad Heusden.
Nel 1619 esercitò una forte influenza sul Sinodo di Dordrecht e nel 1634 fu nominato professore di teologia e di scienze orientali all'Università di Utrecht; tre anni più tardi divenne pastore della comunità evangelica di Utrecht. Sostenne il Calvinismo classico opponendosi agli arminiani, la cui posizione considerava una seria deviazione dall'ortodossia riformata; fu pure nemico dichiarato di Cartesio e della sua filosofia.
Presentato dallo storico Charles Wilson dell'Università di Cambridge quale «feroce decano dei calvinisti di Utrecht, conduceva per tutta la vita una campagna contro il lusso, l'usura e contro tutte le forme di dissipazione: scomunicava, perciò, una pia donna per il semplice fatto che il marito era impiegato in un'agenzia di pegni e incoraggiava in molte altre parrocchie un'analoga avversione contro qualsiasi attività suscettibile di dare adito a sospetti di usura o di profitto». Gli Arminiani raccoglievano le simpatie dell'oligarchia dei reggenti mercanti, il partito avverso ai sostenitori di fede calvinista della casa di Orange predominanti fino alla decapitazione di Johan van Oldenbarnevelt nel 1619.
Quando, nel 1636 la scuola di Utrecht fu elevata al rango di università, come suo nuovo rettore pronunciò un discorso dal titolo Scientia cum pietate conjugenda, consacrato all'interdipendenza della scienza e della religiosità. Accanto a Voezio, che insegnava dogmatica, nella facoltà di teologia della nuova università vi era Meinardus Schotanus, che insegnava esegesi dell'Antico Testamento e Carolus de Maets, professore di esegesi del Nuovo Testamento. Animati dallo stesso spirito, essi ben presto fecero di Utrecht una fortezza dell'ortodossia riformata. Fra i suoi studenti più brillanti e continuatori della sua opera si ricorda Jodocus van Lodenstein.
Fino alla sua morte Voezio fu titolare della cattedrale di San Martino di Utrecht, divenuta tempio protestante.
Sposato con Deliana Jans (1591-1679), tra i suoi figli vi fu il filosofo e giurista Paulus Voet.
Per la sua buona fama ed influenza la città di Utrecht ha dato il suo nome alla via in cui è vissuto.

## Influenza
Voezio esercita un'influenza considerevole sulla dottrina e sulla vita della Chiesa riformata ed è per questa ragione che era stato chiamato "il Papa di Utrecht". Difende la più stretta ortodossia calvinista e la disciplina morale, lotta per l'indipendenza della Chiesa particolarmente nelle comunità locali.
Voezio è stato l'anima del pietismo ecclesiastico, di ciò che si chiama la "Riforma continua", ed in questo si avvicina allo spirito del Puritanesimo inglese. Combatte Giansenio, l'Arminianesimo, come pure il pensiero di Johannes Cocceius ed il pietismo dei labadisti.

## Opere
Le opere principali di Gisberto Voezio sono:
- Theologia practica;
- Selectae disputationes theologicae (cinque parti, Utrecht 1648-1669), dottrina morale riformata;
- Politica ecclesiastica (1663-1667), sulla vita della chiesa come comunità;
- Te askètika sive exercitia pietatis (1664, pubblicato nel 1996), manuale di spiritualità e di morale.